# داريو فرانكو
داريو فرانكو (بالإسبانية: Darío Franco) (17 يناير 1969 في البرازيل - ) هو مدرب كرة قدم ولاعب كرة قدم أرجنتيني في مركز الدفاع. شارك مع منتخب الأرجنتين لكرة القدم. أما مع النوادي، فقد لعب مع ريال سرقسطة ونادي أطلس ونيولز أولد بويز ونادي موريليا الرياضي.

## وصلات خارجية
- داريو فرانكو على موقع قاعدة بيانات كرة القدم.إي يو (الإنجليزية)
- داريو فرانكو على موقع ناشيونال فوتبول تيمز (الإنجليزية)
- داريو فرانكو على موقع Soccerway.com (الإنجليزية)
- داريو فرانكو على موقع عالم كرة القدم.نت (الإنجليزية)